# Калвизи (Козенца)
Калвизи је насеље у Италији у округу Козенца, региону Калабрија.
Према процени из 2011. у насељу је живело 513 становника. Насеље се налази на надморској висини од 651 м.